# 福島東幹線

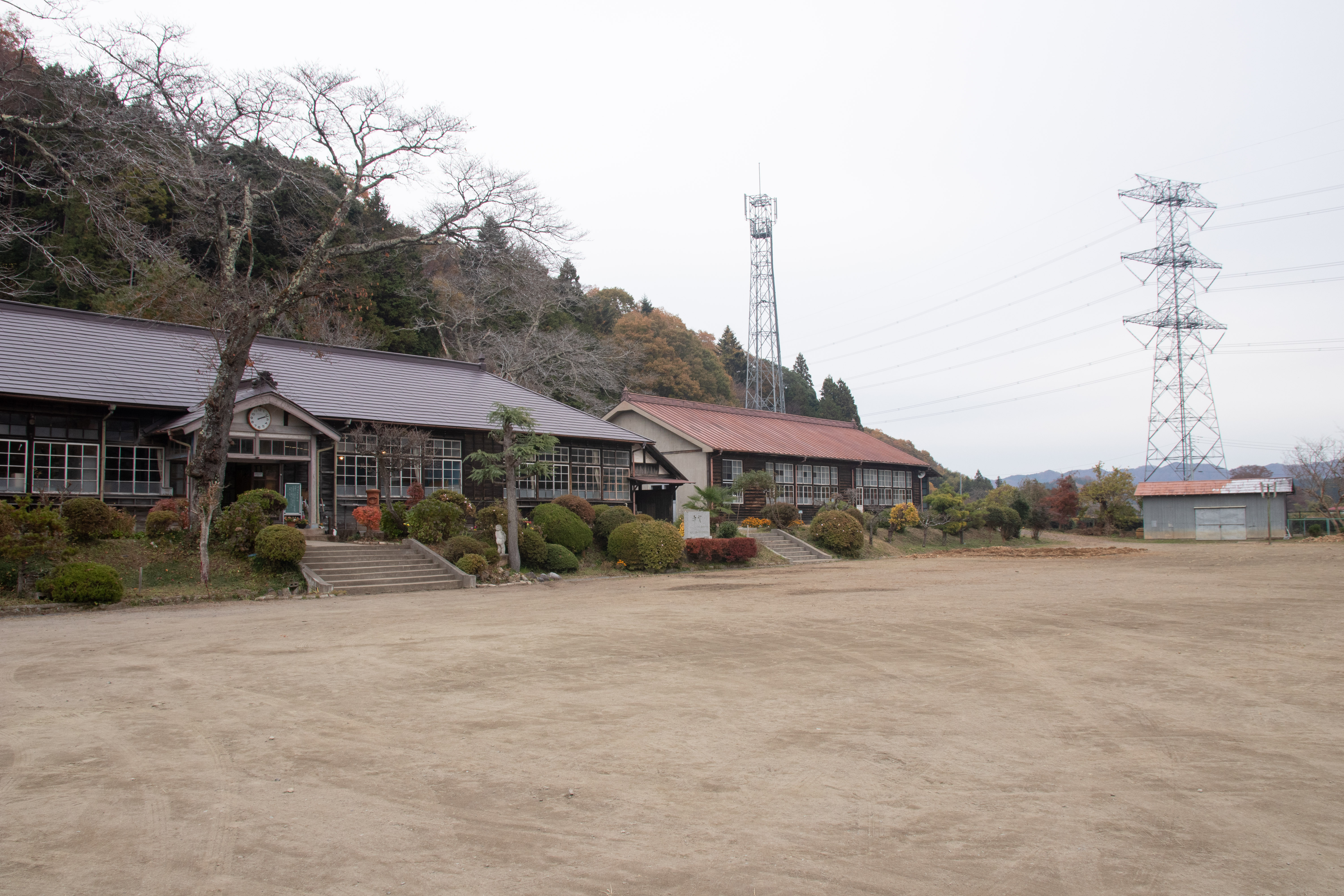
福島東幹線(右)と大子町立上岡小学校
（茨城県久慈郡大子町）

福島東幹線（ふくしまひがしかんせん）は、東京電力が建設した基幹系統の一つである。亘長の大半は50万Vでの送電が可能なように設計された。計画時は先に建設された福島幹線の第２ルートと位置付けされ、同幹線と併行し、同線と同じく福島第一原子力発電所で発電した電力を超高圧外輪線に連系して首都圏に送電する事を目的にしている。本記事では下記の事情より新筑波線、第二大熊線についても記述する。なお、前述の事情から建設時には福島幹線の増設と位置付けされ工事名は「福島幹線第二ルート」だった。

## 概要
福島第一原子力発電所は東京電力の管外発電所のひとつであり、建設に当たって新たに接続基幹系統として福島幹線が建設された。しかし、続々と後続プラントが着工されると基幹送電設備についても発電所の出力増大に見合う容量とするため同発電所に接続する幹線を含め、基幹系統の拡充計画が逐次進められた。この内のひとつが福島東幹線である。
目的としては原子炉増設等、東部（福島）方面での電源開発に伴って同方面からの潮流が増大することに対応している。計画時には第二福島幹線とも呼ばれた。1970年7月21日の『電気新聞』によれば工事前、本線は福島幹線の第二ルートとして1971年秋の着手を目標に準備が進められた。福島幹線での工事経験を活かし「線替なわし延線工法」「クライミング・クレーンによる鉄塔組立工法」を新たに導入することを計画した。
翌1971年になると着工は1972年度を予定に延期とも言われたが実際には1971年10月に着工した。1972年春の時点では同年12月運開、1974年11月昇圧の予定とされ、予定通り1972年12月13日、官庁検査をパスし、営業運転を開始した。
なお新筑波開閉所は1973年12月に27万5000V運転で運開した。また、当線は当初1回線での運転であったが、1974年7月には2回線目を増架した。
昇圧工事は福島幹線同様に遅延し、1975年3月に発表されたより具体的なスケジュールによると準備を同年4月末より開始し、主要機器の総合調整、課電試験を実施後昇圧するとされた。実際には1976年6月に昇圧を完成した（なお同発電所3号機は1976年3月の運転開始だが、2号機で露呈したLPRMチャネルボックスの不具合対策のため運転開始が遅延した結果であり、運転開始前より60%出力での送電を1年半ほど継続していた。3号機の次に運転を開始したのは5号機で、1978年4月のことであった）。昇圧の際、新福島変電所にて引き込み用鉄塔1基を新設した。

## 導体選択
導体は基本的には福島幹線同様ACSR410mm24導体を基本とするが、里側外輪系統に近い新茂木変電所 - 新古河変電所間57kmについてはTACSR810mm2を採用し、送電容量を660万kWに引き上げることとした（なお当線運開時新茂木変電所はまだ運開しておらず予定地に過ぎなかった）。
なお、東京電力は4導体TACSR810mm2に続いて6導体TACSR810mm2、4導体TACSR1,520mm2、も開発した。これらはアルミの張力分担と振動疲労特性、常温、高温（150℃）クリープ特性、架線時適合性について検討した上、ACSR410mm2と同等以上の性能を確認した。これらを比較すると下記のようになる。
- 4導体方式の方が電力損失が少なく、稼働率の高い送電線向き
- 太い電線では着氷雪の捕捉率が低減する傾向があり、荷重条件が緩和される
- 素導体数の少ない4導体方式の方が着氷雪時のギャロッピング対策が容易
- 6導体方式は建設費が安価で工法・工具の適用面で有利のため気象状況が過酷でない平野部に向いている

## 新規採用技術
概要でも多少触れたように、福島幹線での実験・実証などをベースに、下記のような新機軸が採用された。
- 労働力不足と送電線工事量増大を見越し、阿武隈山地の18基には万能掘削機を採用し、工事の全工程を当該機により機械化した。母体は小型のバックホウローダーで、岩砕の際はブレーカー、埋め戻し土突き固めの際はタンパー、アンカー基礎掘削の際はボーリングマシン等をアタッチメントのように組み合わせ使用する。登坂能力は最大30度である[11]。
- 基礎設計を従来の土質・荷重条件を変化させた図表をベースに実施する方法を改め、計算機使用を前提としてコスト関数を設定、荷重、土質等の制約条件を満足させつつ工事費を最小化する手法に切替した。新手法は鉄塔の大小に関係なく汎用性があり、手計算では一人1日1基程度の設計スピードだったものが、数百基を一週間で設計可能となり、5 - 20%の工事費節減に役立ったという[11]。
- 阿武隈山地は真砂地帯（風化花崗岩）のため、地質上の引き上げ抵抗力を持たせるため[1]、鉄塔の内約70基は経済性向上を目的にPSアンカーないしロックアンカー工法を採用し、福島幹線より適用範囲の拡大を図った[11]。
- 里側の軟弱地盤部分では約10基の基礎にプレキャスト・ウェルを採用した。これは向上であらかじめコンクリート製のウェルを製作して現地に搬入、現場組み立て後内側をクラムシェルで掘削、ウェルを継ぎ足し、鋼棒で締結して一体化しながら支持層に到達させる方法である。支持層深さが15 - 20m、引き上げ荷重130 - 300t程度の角度鉄塔に適性があり、メリットとしては工事費を10 - 15%低減し、工期を短縮、無振動・無騒音で実施可能な点である[11]。
- 架線についても従来の工具、四導体延伸工法では困難のため、線かわし一線引き多条同時延線工法を採用し、必要な工具も新開発した[11]。
- 導体の大サイズ化に伴い、がいし、関連金具もそれに対応したものを開発する必要があった。東京電力は日本碍子、大同電機工業、日本可鍛鋳鉄所、旭可鍛鋳鉄所と共同で高強度がいし装置を開発した。具体的には従来のASCR410mm24導体に比較し本線の一部に採用したTACSR810mm24導体でも1.5倍に達することから、従来の21t系列がいしに加えて30t・40t・50tの各系列がいしをラインナップした。30tまではIECによりボールピンソケットが標準化されていたことからIEC規格を満足するものとされた。その他キャップをマリアブル鋳鉄からダクタイル鋳鉄へ、割ピンには耐食、耐磨耗に優れたSUS304を採用した。また磁器材質には熱膨張係数の低く、普通磁器に対して10倍の耐アーク性を持ついアルミナ磁器を採用した。高強度化により並列連数もASCR410mm24導体で21t3連だったものがTACSR810mm24導体では平野部は30t2連、山岳地で支持点高低差の大きな個所には40t級がいしで補強が行われている。このように連数を削減し、建設保守を簡略化した[12]。

## 仕様
脚注の無い項目は『新電気』1979年7月号による。
- 区間
  - 自　新福島変電所
  - 至　新筑波開閉所
- 亘長：約170km（建設時は新古河変電所まで、亘長181.8kmとされていたが筑波開閉所開設、新筑波線分割等を経て短縮[13]）
- 回線数：2
- 鉄塔：392基[6]（当初425基。筑波開閉所開設、新筑波線分割等を経て減少[13]）
- 電線
  - ACSR410mm24導体、一部TACSR810mm24導体
  - TACSR810mm2区間[14]
    - 導体方式：4導体500mm正方配置
    - 弛度張力：
      - 65℃無風時：3,015kg、400mm径間の弛度17.92m
      - -15℃無風時：3,585kg、400mm径間の弛度15.06m

    - 臨界径間：441m
    - 単位長重量：2,699kg

なお、総工事費は運開後の昇圧関係を除き、約163億円であった。

## 施工業者
工区は23に分割され、その内関電工が1,4,23の各工区を担当した。同社はTACSR810mm2化に対応し延線用エンジンを大型化、延線車を従来の油圧駆動から電磁制動による一括制御に変更、引きワイヤを機械処理するリールワインダーも新規開発した。上記のようにTASCAR関連で新機軸の多い工区であるため、延線中には送電線建設技術研究会主催の見学会も実施されている。
その他建設業者には大同電機工業、朝日金属精工、日本可鍛鋳鉄所、旭可鍛鋳鉄所なども名を連ねている。

## 新筑波線
運転開始後、新古河変電所 - 新筑波開閉所間9.4km（鉄塔23基）を新筑波線として分割し、50万V昇圧は福島東幹線と同時に実施した。この際、新古河変電所の50万V鉄構への引き込み鉄塔1基を新設した。
- 亘長：9.4km
- 支持物：鉄塔23基
- 電線：TACSR810mm2、2回線

## 第二大熊線
福島幹線は運転開始後新福島変電所 - 福島第一原子力発電所間を（第一）大熊線として分割したが、本線の対応区間は竣工時には既に第二大熊線と称していた。調査は1971年に始められ、最終的に大熊線に併行したルートとなった。建設認可は1973年9月に取得した。工期約6ヶ月を経て官庁検査に合格した。着工理由は東福島幹線同様に、3号機・4号機の運転開始が迫っていたからである。下記にその仕様を示す。
- 亘長：9.87km
- 回線数：2
- 支持物：鉄塔25基
- 電線：ACSR610mm22導体（275kV設計）
- がいし：280mmボールソケット懸垂がいし26個を連結して懸架
- 工事請負業者：全体を2工区に分割。第一工区は関電工、第二工区は住友電工

なお、途中8.6kmに渡って5・6号機起動用66kV回線を併架する。

## 備考
なお新福島変電所に到達した福島幹線、福島東幹線はそのまま福島第一原子力発電所に結ばれるのではなく、27万5000V区間は幹線名を変え、次のように接続された。
- 新双葉線 (500kV)：5・6号機に接続
- 大熊線 (275kV)：1・2号機に接続
- 第二大熊線 (275kV)：3・4号機に接続

2011年の福島第一原子力発電所事故を扱った公的資料では（第一）大熊線、第二大熊線は合せて単に大熊線と呼ばれている。